# Humberto Gatica

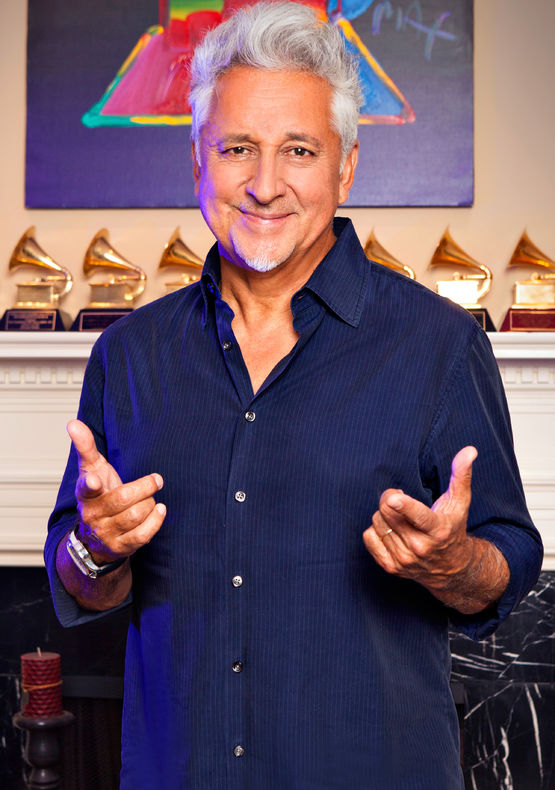
Humberto Gatica

Humberto Gatica (Rancagua (Chili), 1951) is een Amerikaans platenproducent, muziek-mixer en audiotechnicus van Chileense afkomst. Hij is achtvoudig Grammy Award- en vijfvoudig Latin Grammy Award-winnaar in 2015 won hij een Lifetime Achievement Award bij de Latin Grammy Awards. Hij heeft lange tijd intensief samengewerkt met producent David Foster. 

## Biografie
Humberto Gatica werd geboren in 1951 en opgeleid in Chili.  In de loop van zijn bijna 40-jarige carrière heeft Gatica de hand gehad in vele producties, albums en singles waaronder Chicago’s 17, Tina Turner’s Private Dancer, Michael Jackson’s Thriller, USA For Africa’s “We Are The World,” Celine Dion’s “My Heart Will Go On,” Josh Groban’s Noel en Michael Bublé’s "Crazy Love".
Voces Unidas Por Chile, een groep artiesten samengesteld uit de grootste sterren van Latijns-Amerika — Shakira, Beto Cuevas, Juanes, Alejandro Sanz, Juan Luis Guerra, Laura Pausini en Maná’s Fher Olvera, en zelfs Michael Bublé — werd door Gatica samengebracht voor de opname van de liefdadigheids single “Gracias A La Vida.” De inkomsten van deze single gingen integraal naar de heropbouw in zijn geboorteland na de vernietigende aardbeving die in 2010 plaatsvond.
Een ander werk van Gatica is het maken van een set Spaanstalige romantische klassiekers, waaronder “Bésame Mucho” en “Historia de un Amor,” eerder gezongen door zijn geliefde oom Lucho Gatica, ditmaal in duet met topsterren als Julio Iglesias, Alejandro Sanz, Luis Miguel, Juanes, en vele anderen. 
Een onvolledige lijst van artiesten waar Gatica mee samenwerkte zijn Céline Dion, Selena, Il Volo, Think out Loud, Richard Marx, Al Jarreau, Andrea Bocelli, Barbra Streisand, Bonnie Tyler, Chaka Khan, Cher, Chicago, Destiny's Child, Eric Benet, Pino Daniele, Madonna, Elton John, Josh Groban, Kansas, Kenny G, Kenney Loggins, Sheena Easton, Marie Osmond, Donny Osmond, Kenny Rogers, LeAnn Rimes, Lionel Richie, Mariah Carey, Michael Bublé, Michael Jackson, Janet Jackson, Michael McDonald, 'N Sync, Metallica, Paul Anka, Roxette, R. Kelly, Jackie Evancho, Tina Turner, Whitney Houston, Eros Ramazzotti, Ebrahim Hamedi (EBI), Paulinho Da Costa, en Johnny Mathis.
In de Latijns-Amerikaanse muziek werkte hij o.a. samen met artiesten als Gloria Trevi, Thalia, Shakira, Mónica Naranjo Alejandro Sanz, Cafe Quijano, Olga Tañon, Luis Miguel, La Ley, Gloria Estefan, Marc Anthony, Ricky Martin, Myriam Hernandez, and Alejandro Lerner.
Sinds november 2014 is Humberto Gatica hoofd van de audiotechnische en productie-afdeling van ISINA.

## Grammy Awards
- 1984: Best Engineered Recording, Non Classical: Chicago 17 - Chicago
- 1987: Best Engineered Recording, Non Classical: Bad - Michael Jackson
- 1996: Album of the Year, Falling into You - Celine Dion
- 1998: Record of the Year, “My Heart Will Go On (Love Theme from Titanic)” - Celine Dion
- 2000: Best Latin Rock/Alternative Performance, Uno - La Ley
- 2007: Best Traditional Pop Vocal Album: Call Me Irresponsible - Michael Bublé
- 2009: Best Best Traditional Pop Vocal Album, Michael Bublé Meets Madison Square Garden - Michael Bublé
- 2010: Best Traditional Pop Vocal Album, Call Me Crazy - Michael Bublé

## Latin Grammy Awards
- 2002: Best Merengue Album, Yo Por Ti - Olga Tañón
- 2002: Best Rock Album by A Duo or Group With Vocal, MTV Unplugged - La Ley
- 2002: Album of the Year, MTV Unplugged - Alejandro Sanz
- 2002: Record of the Year, “Y Solo Se Me Ocurre Amarte” - Alejandro Sanz
- 2004: Best Rock Album by A Duo or Group With Vocal, Libertad - La Ley

## Discografie
- 1968: Newport Years, Oscar Peterson (Mastering Engineer)
- 1974: Elis & Tom, Antonio Carlos Jobin & Elis Regina (Engineer)
- 1975: Make The World Go Away, Donny & Marie Osmond (Engineer)
- 1978: From the Inside, Alice Cooper (Engineer)
- 1981: Ella Abraca Jobim, Ella Fitzgerald (Engineer)
- 1982: Chicago 16, Chicago (Engineer, Mixing)
- 1982: Janet Jackson, Janet Jackson (Mixing)
- 1982: Thriller, Michael Jackson (Engineer)
- 1983: Can’t Slow Down, Lionel Richie (Engineer, Mixing)
- 1984: 1100 Bel Air Place, Julio Iglesias (Engineer, Mixing)
- 1984: Chicago 17, Chicago (Engineer, Mixing)
- 1984: Footloose Original Soundtrack (Remixing, Mixing)
- 1984: Private Dancer, Tina Turner (Remixing)
- 1984: What About Me?, Kenny Rogers (Engineer, Mixing)
- 1985: The Broadway Album, Barbra Streisand (Engineer, Remixing)
- 1985: The Color Purple Original Motion Picture Soundtrack (Engineer)
- 1985: Eaten Alive, Diana Ross (Mixing)
- 1985: Encontros e Despedidas, Milton Nascimento (Mixing)
- 1986: Very Best of Michael McDonald, Michael McDonald (Remixing)
- 1987: Bad, Michael Jackson (Drums, Engineer)
- 1987: Richard Marx, Richard Marx (Producer, Engineer, Mixing)
- 1990: Go West Young Man, Michael W. Smith (Mixing)
- 1990: Unison, Celine Dion (Engineer, Mixing)
- 1992: Myriam Hernandez, Myriam Hernandez (Mixing)
- 1993: Aries, Luis Miguel (Mixing)
- 1993: Back to Broadway, Barbra Streisand (Engineer, Mixing)
- 1993: Colour of My Love, Celine Dion (Engineer)
- 1993: My World, Ray Charles (Mixing)
- 1993: Send Me A Lover, Taylor Dayne (Producer, Engineer, Mixing)
- 1993: Touch of Music in the Night, Michael Crawford (Engineer)
- 1994: Crazy, Julio Iglesias (Engineer, Mixing)
- 1994: Miracles: The Holiday Album, Kenny G (Engineer)
- 1995: Carretera, Julio Iglesias (Engineer)
- 1995: Don’t Bore Us, Get to the Chorus: Greatest Hits, Roxette (Mixing)
- 1995: The French Album, Celine Dion (Mixing)
- 1995: Invisible, La Ley (Producer, Engineer, Mixing)
- 1996: Day, Babyface (Engineer, String Engineer)
- 1996: Dove C’e Musica, Eros Ramazzotti (Mixing)
- 1996: Epiphany: The Best of Chaka Khan Vol. 1, Chaka Khan (Producer)
- 1996: Falling Into You, Celine Dion (Producer, Engineer, Mixing)
- 1996: The Mirror Has Two Faces, Marvin Hamlisch (Engineer)
- 1996: Moment, Kenny G (Engineer)
- 1996: Star Bright, Vanessa Williams (Engineer, Mixing)
- 1996: Tango, Julio Iglesias (Engineer, String Engineer)
- 1997: Higher Ground, Barbra Streisand (Engineer, Mixing)
- 1997: Innamorato, Riccardo Cocciante (Mixing, Recording Technician)
- 1997: Let’s Talk About Love, Celine Dion (Producer, Engineer, Mixing)
- 1997: Still Waters, Bee Gees (Engineer)
- 1998: Bathhouse Betty, Bette Midler (Engineer)
- 1998: Because You Loved Me: Songs of Diane Warren, Johnny Mathis (Producer, Engineer, Mixing)
- 1998: Believe, Cher (Mixing)
- 1998: Body of Work, Paul Anka (Producer)
- 1998: The Boy is Mine, Monica (Engineer)
- 1998: Greatest Hits, Steve Perry (Engineer)
- 1998: Jade, Corey Hart (Mixing)
- 1998: Love Will Always Win, Faith Hill (Mixing)
- 1998: My Love Is Your Love, Whitney Houston (Engineer)
- 1998: R., R Kelly (Engineer) 1998: Vuelve, Ricky Martin (Mixing)
- 1999: 25th Anniversary Edition, KC & The Sunshine Band (Mixing)
- 1999: Inolvidable, Vol. 2: Enamorado de Ti, Jose L. Rodriguez & Los Panchos (Mixing)
- 1999: Rainbow, Mariah Carey (Mixing)
- 1999: Sogno, Andrea Bocelli (Engineer, Mixing)
- 2000: Love Songs, Deniece Williams (Engineer, Mixing)
- 2000: Seul, Garou (Engineer, Mixing)
- 2000: Uno, La Ley (Producer, Engineer, Mixing)
- 2001: Greatest Hits: HIStory, Vol. 1, Michael Jackson (Engineer)
- 2001: Invincible, Michael Jackson (Engineer, Mixing)
- 2001: Josh Groban, Josh Groban (Producer, Engineer, Mixing)
- 2001: Loves Makes the World, Carole King (Producer, Engineer, Mixing)
- 2001: MTV Unplugged, Alejandro Sanz (Arranger, Producer, Engineer, Mixing)
- 2001: Q: The Musical Biography of Quincy Jones, Quincy Jones (Engineer)
- 2001: Taberna del Buda, Café Quijano (Arranger, Producer, Engineer)
- 2001: Yo por Ti, Olga Tañón (Producer, Mixing)
- 2002: Mended, Marc Anthony (String Engineer)
- 2002: Moulin Rouge Original Soundtrack (Mixing)
- 2002: A New Day Has Come, Celine Dion (Arranger, Producer, Engineer, Mixing)
- 2002: Paradise, Kenny G (Engineer, Mixing)
- 2002: Prelude: The Best of Charlotte Church, Charlotte Church (Engineer)
- 2002: Quizás, Enrique Iglesias (Mixing)
- 2002: Sobrevivir, Olga Tañón (Producer, Engineer, Mixing)
- 2002: Twisted Angel, LeAnn Rimes (Engineer)
- 2003: The Best of Me, David Foster (Producer, Engineer, Mixing)
- 2003: Closer, Josh Groban (Engineer, Mixing)
- 2003: Let It Snow, Michael Bublé (Engineer, Mixing)
- 2003: Libertad, La Ley (Arranger, Producer, Engineer)
- 2004: Come Fly With Me, Michael Bublé (Producer, Engineer, Mixing)
- 2004: En La Luna, Reyli (Mixing)
- 2004: Live At The Greek, Josh Groban (Producer, Engineer, Mixing)
- 2004: Renee Olstead, Renee Olstead (Producer, Engineer, Mixing)
- 2005: #1’s, Destiny’s Child (Producer, Engineer, Mixing)
- 2005: Ancora, Il Divo (Vocal Engineer)
- 2005: Caught In The Act, Michael Bublé (Producer, Engineer, Mixing)
- 2005: Home, Michael Bublé (Producer, Engineer, Mixing)
- 2005: It’s Time, Michael Bublé (Producer, Engineer, Mixing)
- 2006: Amor, Andrea Bocelli (Arranger, Producer, Engineer)
- 2006: Awake, Josh Groban (Producer, Engineer, Mixing)
- 2006: Duets: An American Classic, Tony Bennett (Vocal Mixing)
- 2006: Under the Desert Sky, Andrea Bocelli (Producer, Mixing)
- 2006: Vittorio, Vittorio Grigolo (Mixing)
- 2007: Best of Andrea Bocceli: Vivere, Andrea Bocelli (Producer, Engineer)
- 2007: Christmas Wish, Olivia Newton-John (Engineer)
- 2007: D’Elles, Celine Dion (Engineer, Mixing)
- 2007: Noel, Josh Groban (Engineer, Mixing)
- 2007: Taking Chances, Celine Dion (Engineer)
- 2008: Brasileiro, Antonio Carlos Jobim (Technician)
- 2008: David Cavazos, David Cavazos (Producer, Mixing)
- 2008: Rhythm and Romance, Kenny G (Engineer, Mixing)
- 2008: Vivere: Live in Tuscany, Andrea Bocelli (Producer, Engineer, Mixing)
- 2009: Michael Bublé Meets Madison Square Garden, Michael Bublé (Producer, Mixing)
- 2009: Patrizio, Patrizio Buanne (Producer, Engineer, Mixing, Rhythm Arrangements)
- 2015: El Amor, Gloria Trevi (Producer)
- 2015: Cinema, Andrea Bocelli (Producer)
- 2016: Amor Absoluto: Medley Tributo a Julio Iglesias, Edward Mena (Producer)
- 2017: The Journey, Thomas Spencer (Producer)